# Rörhöns
För Gallinula chloropus, se rörhöna
Rörhöns är en grupp fåglar i familjen rallar inom ordningen tran- och rallfåglar. Tidigare placerades alla rörhöns i släktet Gallinula, men numera bryts vanligen tasmansk och svartstjärtad rörhöna ut och förs till det egna släktet Tribonyx. Nyligen utförda DNA-studier visar att arterna i Gallinula trots det ändå inte är varandras närmaste släktingar. Läs mer om rörhönornas taxonomi i artikeln om Gallinula. Idag kallas elva arter för rörhöna:
- Tasmansk rörhöna (Tribonyx mortierii)
- Svartstjärtad rörhöna (T. ventralis)
- Samoarörhöna (Gallinula pacifica) – placeras ibland i släktet Pareudiastes
- Makirarörhöna (G. silvestris) – placeras ibland i släktet Pareudiastes
- Tristanrörhöna (G. nesiotis) – utdöd
- Goughrörhöna (G. comeri) – betraktas ibland som underart till nesiotis[4]
- Rörhöna (G. chloropus)
- Amerikansk rörhöna (G. galeata) – betraktades tidigare som underart till chloropus
- Mörk rörhöna (G. tenebrosa)
- Mindre rörhöna (G. angulata)
- Fläcksidig rörhöna (G. melanops)